# Jonas Östergaard
Jonas Lennart Östergaard (som aktiv fotbollsspelare med efternamnet Magnusson), född 15 december 1960, är en svensk före detta fotbollsspelare som representerade Gais i division II åren 1980–1981. Åren 2019–2021 var han medlem av Gais styrelse.

## Biografi
Östergaard, då ännu Magnusson, började spela i Gais som sjuåring och debuterade för A-laget säsongen 1980, då han fick chansen i en seriematch (inga mål) i division II. Året därpå spelade han 10 seriematcher (inga mål) då Gais åkte ur division II. Han lämnade sedan Gais och gick till Fräntorps IF i division IV.
Efter fotbollskarriären blev Östergaard ingenjör inom fordonsindustrin, och grundade flera företag. Han var sportsligt ansvarig i Gais styrelse åren 2019–2021, men avgick sedan Gais ramlat ur Superettan 2021.